# Луцкая, Елена Леонидовна
Елена Леонидовна Луцкая (28 августа 1932, Москва — 28 мая 2014, Москва) — российский балетный критик, искусствовед

## Биография
Окончила отделение истории и теории искусства исторического факультета МГУ в 1955 году.

## Творчество
Работы Елены Луцкой посвящены балетным спектаклям и театральным художникам.

### Избранные труды
- Луцкая Е. Л. Валентин Андриевич. — М.: Советский художник, 1978. — 144 с. — (Театр.-декорац. искусство, графика). — 10 000 экз.
- Луцкая Е. Л. Балерина Светлана Адырхаева. — Орджоникидзе: Ир, 1986. — 167 с. — 3000 экз.
- Луцкая Е. Л. Жизнь в танце : Гос. акад. ансамбль нар. танца СССР. — М.: Искусство, 1968. — 81 с. — 20 000 экз.
- Луцкая Е. Л. В мире танца Никиты Долгушина // МЖ. — 1984. — № 16.
- Луцкая Е. Л. В противоречии с партитурой // Театральная жизнь. — 1970. — № 15.
- Луцкая Е. Л. [Вступительная статья] // Доррер В. И. Выставка работ : Каталог. — М., 1960. — 500 экз.
- Луцкая Е. Л. [Вступительная статья] // Рындин В. Ф. Выставка произведений : Каталог. — М.: Изд. Академии художеств СССР, 1962. — 500 экз.
- Луцкая Е. Л. [Вступительная статья] // Сперанский П. Т. Выставка произведений : Каталог. — М., 1960. — 500 экз.
- Луцкая Е. Л. Глава ленинградской школы // Константин Сергеев : Сб. статей / Сост.: М. И. Березкина. — М.: Искусство, 1978. — 25000 экз.
- Луцкая Е. Л. Клич вражды и зов надежды // Театр. — 1991. — № 2.
- Луцкая Е. Л. Валерий Левенталь : [Сценограф]. — М.: Сов. художник, 1989. — 238 с. — 7000 экз. — ISBN 5-269-00045-8.
- Луцкая Е. Игорь Моисеев; Леонид Лавровский; Екатерина Максимова и Владимир Васильев // Мастера Большого театра / Ред. и сост. М. Яковлев. — М.: Советский композитор, 1976. — 696 с. — 15 000 экз.
- Луцкая Е. Л. Наследие мастера // Художник Борис Тузлуков. — М.: Всероссийское театральное общество, 1988. — 20000 экз.
- Луцкая Е. Л. Алексей Пархоменко. — М.: Художник РСФСР, 1975. — 118 с. — 10 000 экз.
- Луцкая Е. Л. Пластическая яркость образов // Заря востока. — 1984, 25 ноября.
- Луцкая Е. Л. [Предисловие] // Выставка эскизов декораций и костюмов молодых художников театра и кино Москвы : Каталог. — М., 1963. — 500 экз.
- Луцкая Е. Л. Размышления на тему «Размышлений на тему» // Театр. — 1993. — № 7.
- Луцкая Е. Л. Э. Стенберг : [Альбом]. — М.: Сов. художник, 1988. — 127 с. — (Мастера сов. искусства). — 6500 экз. — ISBN 5-269-00193-4.
- Луцкая Е. Художник и сцена [Сб.] / Сост.: В. Н. Кулешова. — М.: Сов. художник, 1988. — 396 с. — (Галерея искусств; Советские художники театра и кино ; Вып. 8). — 10 000 экз. — ISBN 5-269-00181-0.